# Tempel (Sidste Dages Hellige)
Et tempel er i Jesu Kristi Kirke af Sidste Dages Hellige (Mormonkirken) en bygning af særlig betydning i forhold til kirkens almindelige kirkebygninger med et andet formål end ugentlige gudstjenester og lignende arrangementer. Almindelige kirkebygninger er åbne for alle, mens adgang i templet kun er for medlemmer med en gyldig tempelanbefaling (adgangsbevis på at medlemmet overholder kirkens love). Disse templer er "helliget Herren" og ses af kirkens medlemmer som værende Guds huse.
I templerne foregår ifølge trossamfundet "de højeste forløsende ordinancer, som menneskeheden har fået åbenbaret", som udføres først en enkelt gang i ens liv for en selv og derefter som stedfortrædende arbejde for "mennesker, der døde uden selv at have haft denne mulighed". Disse ceremonier har ændret sig gennem tiden, i starten var de stort set identiske med de hemmelige frimurerritualer. Templet er af meget stor betydning for mormonkirken, derfor bliver børn fra de er helt små af fortalt om templet og synger sange om hvor fantastiske og vigtige templerne er, for at de kan forberedes og udvikle den krævede ydmyghed og respekt for templet, de vil ofte synge sange om, at de elsker templet, og at det er et sted, hvor de vil være meget tæt på Gud. Mormonerne mener at templet er det sted på jorden, hvor de er tættest på Gud. Forståelsen af hellige skrifter anses for at være større hvis man læser dem i templet, derfor tager tempelmormoner sig ofte tid til at læse i deres hellige skrifter i templet.

## Templet i København
Templet i København blev indviet d. 23. maj 2004 af præsident Gordon B. Hinckley og var det 2. tempel, der er bygget i Skandinavien og kirkens 118. tempel i funktion. Det var en totalrenovering af kirkens gamle kirkebygning i nyklassicistisk stil på Priorvej på Frederiksberg.

## Tempelanbefaling
Tempelanbefalingen er mormonens adgangsbillet til templerne i hele verden. Den er et bevis på, at han eller hun adlyder de vigtigste regler og love inden for mormonkirken. Tempelanbefalingen får medlemmet, efter det er blevet interviewet af dets lokale biskop (svarer til en folkekirkemenigheds lokale præst) og stavspræsident (svarer ca. til biskoppen i folkekirken), hvis det altså blev fundet værdigt. Alle medlemmer fra 12 år stilles de samme spørgsmål af deres lokale leder.
Spørgsmålene som stilles er de nedenstående 14 spørgsmål:
- 1. Har du tro på og et vidnesbyrd om Gud den evige fader, hans søn Jesus Kristus og Helligånden?
- 2. Har du et vidnesbyrd om Jesu Kristi forsoning og hans rolle som frelser og forløser?
- 3. Har du et vidnesbyrd om genoprettelsen af evangeliet (mormontroen) i disse sidste dage?
- 4. Opretholder det vil sige overholder du alt hvad lederne af mormonkirken prædiker? Opretholder du Jesu Kristi Kirke af Sidste Dages Helliges præsident som profet, seer og åbenbarer og som den eneste person på jorden, som har og er autoriseret til at udøve alle præstedømmets nøgler? Opretholder du medlemmerne af det første præsidentskab og de tolv apostles kvorum som profeter, seere og åbenbarere? Opretholder du alle kirkens andre autoriteter og ledere såvel regionalt som lokalt?
- 5. Overholder du kyskhedsloven? (Forbyder alle seksuelle synder inkl. onani før og efter ægteskab).
- 6. Er der noget i din relation til din familie, som ikke stemmer overens med kirkens lære?
- 7. Støtter du nogen som helst, hvis lære og praksis er imod Jesu Kristi Kirkes lære?
- 8. Efterstræber du at gøre alt for at holde de pagter, som du har indgået, om at deltage i gudstjenester og andre møder og for at holde dit liv i harmoni med evangeliets regler og bud?
- 9. Er du ærlig i din omgang med dine medmennesker?
- 10. Betaler du en ærlig tiende? Overholder du visdomsordet? (Afholdelse fra at drikke alkohol, - kaffe, sort te, ryge og tage stoffer).
- 11. Har du økonomiske eller andre forpligtelser til en tidligere ægtefælle eller børn? Hvis ja, overholder du disse forpligtelser? (dette spørgsmål stilles kun voksne)
- 12. Hvis du tidligere har modtaget din tempelbegavelse (det højeste krævede tempelritual): Overholder du de pagter, som du indgik i templet? Går du i dit hellige undertøj både dag og nat, som du blev befalet i din begavelse i templet?
- 13. Har du begået nogle synder, som du ikke har fortalt dine præstedømmeledere?
- 14. Ser du dig selv som værdig til at komme i templet?

Tempelanbefalingen er gyldig i 1 til 2 år og har nu for voksne form som et kreditkort af pap med en stregkode, for at øge sikkerheden.
Inden stregkoden blev tilføjet var det nemmere for folk at låne eller stjæle andres tempelanbefalinger for at skaffe sig adgang til templerne. For børn vil tempelanbefalingen være på et dokument, som kan indeholde navnet på alt fra 1 til flere børn, da det er normalt at børn og unge tager i templet som gruppe. Børn og unge skal kun tale med deres biskop for at få et tempelanbefaling og stilles de samme spørgsmål for at biskoppen kan vurdere deres værdighed.

## Tempelritualer
Der er en række tempelritualer i templet, det mest kendte er dåb på vegne af afdøde. Derudover findes der også vielser for tid og al evighed sted i templerne. Udover disse ritualer hører man ikke meget, om hvad der ellers foregår i templerne, det skyldes, at mormonerne som en del af disse andre ritualer sværger, at de aldrig vil fortælle nogen om tempelritualerne. Det siges dog, hvad ritualet hedder, men ikke hvordan det foregår, eller hvad det går ud på. Derfor er de mest uddybende forklaringer, som er tilgængelige på, hvad tempelritualerne går ud på alle sammen udgivet af tidligere eller frafaldne mormoner, som har offentliggjort indholdet af tempelritualerne. Af disse beskrivelser af tempelritualerne ses det, at tempelritualerne har ændret sig meget siden trossamfundet begyndte at implementere disse ritualer.
Disse ritualer kaldes samlet begavelsen, som først bliver udført for den enkelte mormon og senere på vegne af afdøde, som der er blevet gjort dåb og konfirmation for i templet.
Dertil bliver der også bedt for levende personer som på en eller anden måde har det svært. Den højeste ordinance er ikke alment kendt eller krævet af de fleste mormoner. Den kaldes den anden salvelse og garanterer, at dem der modtager den vil blive frelst i den højeste del af mormonernes tredelte himmel. Det gives kun til meget få medlemmer, som har bevist, at de vil følge kirken uanset hvad.
Da dem der modtager denne ordinance ikke må fortælle andre om den, er det denne ordinance, som der kendes mindst til, den nævnes dog i gamle kilder fra mormonkirken, men disse er ikke alment kendt og udgives ikke længere. Der findes beretninger fra meget få frafaldne, som påstår at have modtaget denne ordinance.

### Dåb for de døde udføres af medlemmer fra 12 års alderen
Mormonerne bruger det bibelske vers, (1.kor. 15:29) som en retfærdiggørelse af dåb for de døde på trods af, at der i verset kun stilles spørgsmålstegn ved, hvorfor nogle lader sig døbe for de døde. Dåb for de døde er som den mest kendte ceremoni i mormontemplet, også den der har fået mest medieomtale, især har dåb på vegne af jødiske ofre for holocaust skabt megen medieomtale verden over. I Danmark blev det ved åbningen af mormontemplet i København især kritiseret, at der var blevet udført dåb på vegne af Georg Brandes, der var en kendt ateist. Grundet de mange problemer kirken har mødt pga. dåb af jøder og andre kendte, opfordres mormoner til fremover kun at gøre dåb for deres forfædre og familiemedlemmer. Der skal mindst være 4 personer for, at der kan udføres en dåb på vegne af en afdød. Den der døbes (skal mindst være 12 år gammel, både mænd og kvinder), den der døber (skal være en præstedømmebærende mand) samt to præstedømmebærende mænd, som skal påse, at den der døbes kommer helt under vandet.
Tidligere kunne mænd døbes for kvinder og omvendt, men dette gøres ikke længere. Dåben foregår i et specielt rum i templets kælder, da den symbolsk set skal symbolisere, at man er nede hos de døde. Der er en døbefont, som står på ryggen af 12 oksestatuer, hvor den der døbes, og den der døber, begge går ned for at udføre dåben eller dåbene. Den der døber, døber ofte flere personer, især hvis der er tale om en gruppe af unge, som er taget til templet.

### Tempelægteskab
Tempelægteskabet kaldes også beseglingen og går ud på, at en mand og en kvinde besegles til hinanden for tid og al evighed. Hvis de har fået børn, inden de bliver viet i templet, kommer børnene med og bliver beseglet til deres forældre i templet.
Det er kun mormoner med gyldige tempelanbefalinger, som får lov til at overvære vielsen.
Det er forskelligt, om mormoner vælger at blive gift i deres offentligt tilgængelige kirkebygninger for derefter at blive viet i templet, eller om de kun bliver viet i templet. Mormoner som ikke er værdige til at komme i templet, bliver kun gift i kirkebygningerne, de kan hvis de bliver værdige blive gift i templet senere, har de fået børn på dette tidspunkt, skal børnene også med.

### Begavelsen
Begavelsen er fællesbetegnelsen for en række hemmelige og hellige ordinancer, som udføres for at kunne komme ind i den højeste grad af mormonhimlen. Gennem tiden er begavelsen blevet ændret meget, og der er stor usikkerhed om, hvordan detaljerne i ritualerne så ud under Joseph Smiths tid. Men jo tættere vi kommer vores tid jo flere beretninger findes om, hvad der sker i disse ritualer, specielt ændringerne af ritualerne i 1990 og 2005 er veldokumenterede.
Modtagelsen af det hellige undertøj er en del af begavelsen, de tidligste beretninger om, hvordan det foregik indebar, at den der fik begavelsen fik skåret små hellige mærker igennem deres nyerhvervede undertøj, af og til blev der også blev skåret hul på huden, nogle kilder påstår, at det var obligatorisk, for at modtageren kunne få ar og genkendes som mormon, andre påstår, at det kun skete tilfædigvis, derefter ville de små huller hjemme sys til med røde tråde. Det vides ikke, hvornår dette ritual ændredes, så der ikke længere blev skåret med en kniv i forbindelse med ritualet. Men i 1931 var dette helt sikkert fjernet fra ritualet og de hellige tegn var allerede lavet inden ceremonien, nu syet sammen med hvid tråde, så de ikke ville være synlige gennem hvide skjorter. Modtagelsen eller iklædning af det hellige undertøj sker i templet første gang ved hjælp til påklædning af en anden person fra det samme køn.
I 1990 blev en del af ritualerne, hvor medlemmerne symbolsk ville vise, at de ville skære deres hals over og mave op, hvis de fortalte, hvad der skete under ceremonien fjernet efter en spørgeskemaundersøgelse, som blev sat i værks for at finde ud af, hvorfor det kneb med at få folk til at tage til templet, i samme omgang blev en del af det skuespil eller den film der vises i templet, som viser en protestantisk præst som djævlens tjener fjernet, da mange af de nyomvendte mormoner blev forargede over at se en præst fra deres tidligere religion vist på denne måde.
Begavelsen indeholder også en del hemmelige håndtryk, som kræves for at komme ind i mormonhimlen. Mænd vil igennem ceremonien iføre sig en hvid bagerlignende hat og kvinderne et hvidt burkalignende slør. Både mænd og kvinder ifører sig et grønt forklæde med billeder af 9 figenblade. Dette tøj vil mormonerne også blive begravet i, når de dør.
En anden del af ritualet går ud på, at modtageren sværger evigt troskab til mormonkirken, at vedkommende vil give al den tid og alle de penge og ressourcer, som kirken måtte kræve, samt at de ikke vil afsløre noget om ritualet til nogen eller noget. Det nyt tildelte navn i templet som medlemmer modtager første gang, de går igennem templet bliver tildelt således at alle kvinder der modtager deres begavelse den samme dag - modtager det samme navn. Lignende forhold gør sig gældende for mænd. Det nye navn må aldrig røbes til noget menneske uden for templets mure. Ritualerne er en del af adgangsbilletten til mormonhimlen.
Da medlemmerne sværger, at de aldrig vil tale om ritualet er ændringerne som regel ikke kendt af dem, der senere har modtaget ritualet.

### Den anden salvelse
Den anden salvelse er som nævnt det ritual, som er det mindst dokumenterede af alle tempelritualerne. Det foregår på den måde, at en der tidligere har modtaget ritualet udvælger nogle ægtepar, som han eller hun mener er værdige til at modtage ritualet.
Ritualet bekræfter, at modtagerne er frelst i den højeste del af mormonhimlen. Og parret gøres til konger og dronninger.
Ritualet bliver udført af de højeste ledere af mormonkirken og indbefatter en vask af modtagernes fødder. Ægteparret skal ligeledes vaske hinandens fødder.